# Єзуїтський костел (Люцерн)

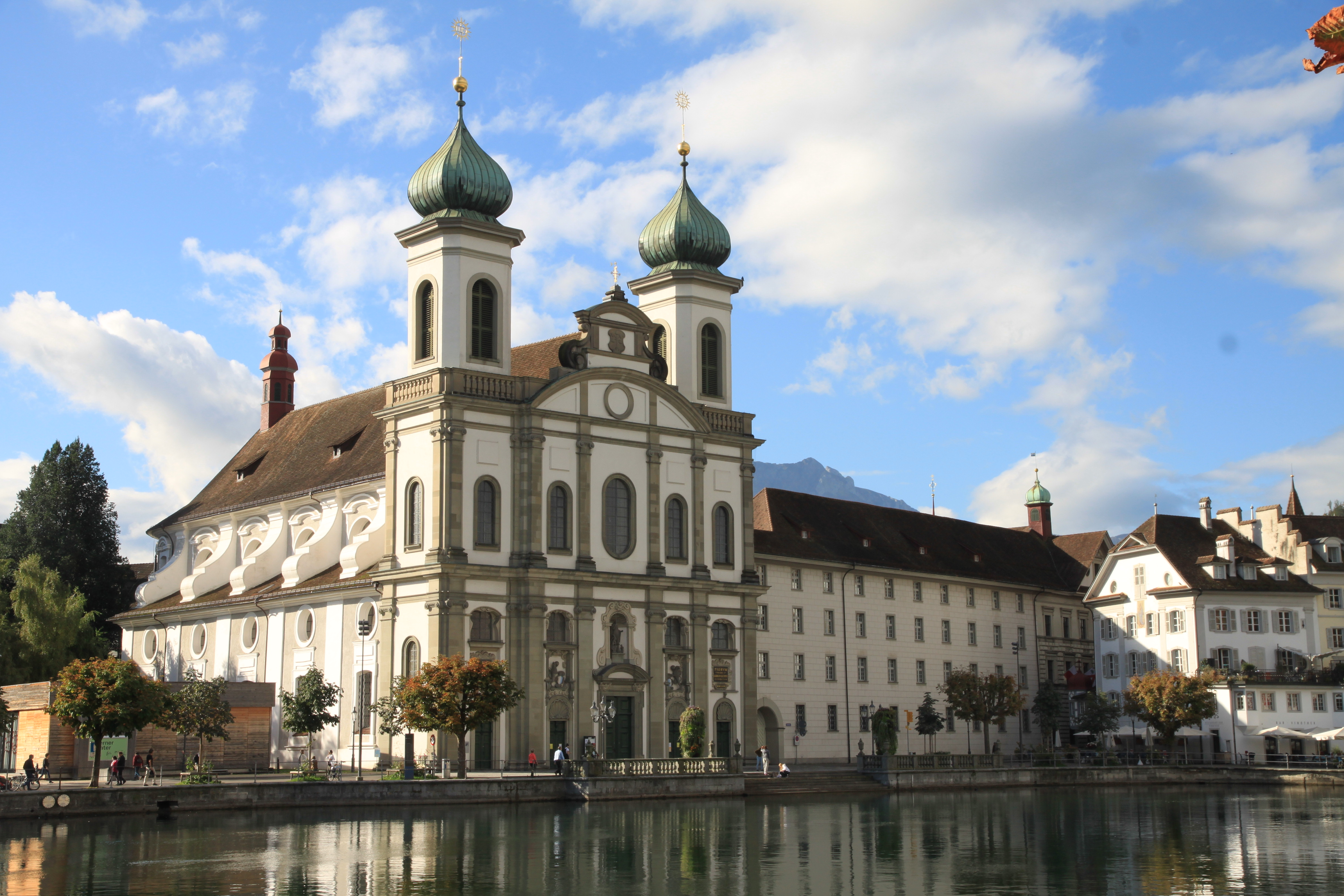
Єзуїтський костел у Люцерні

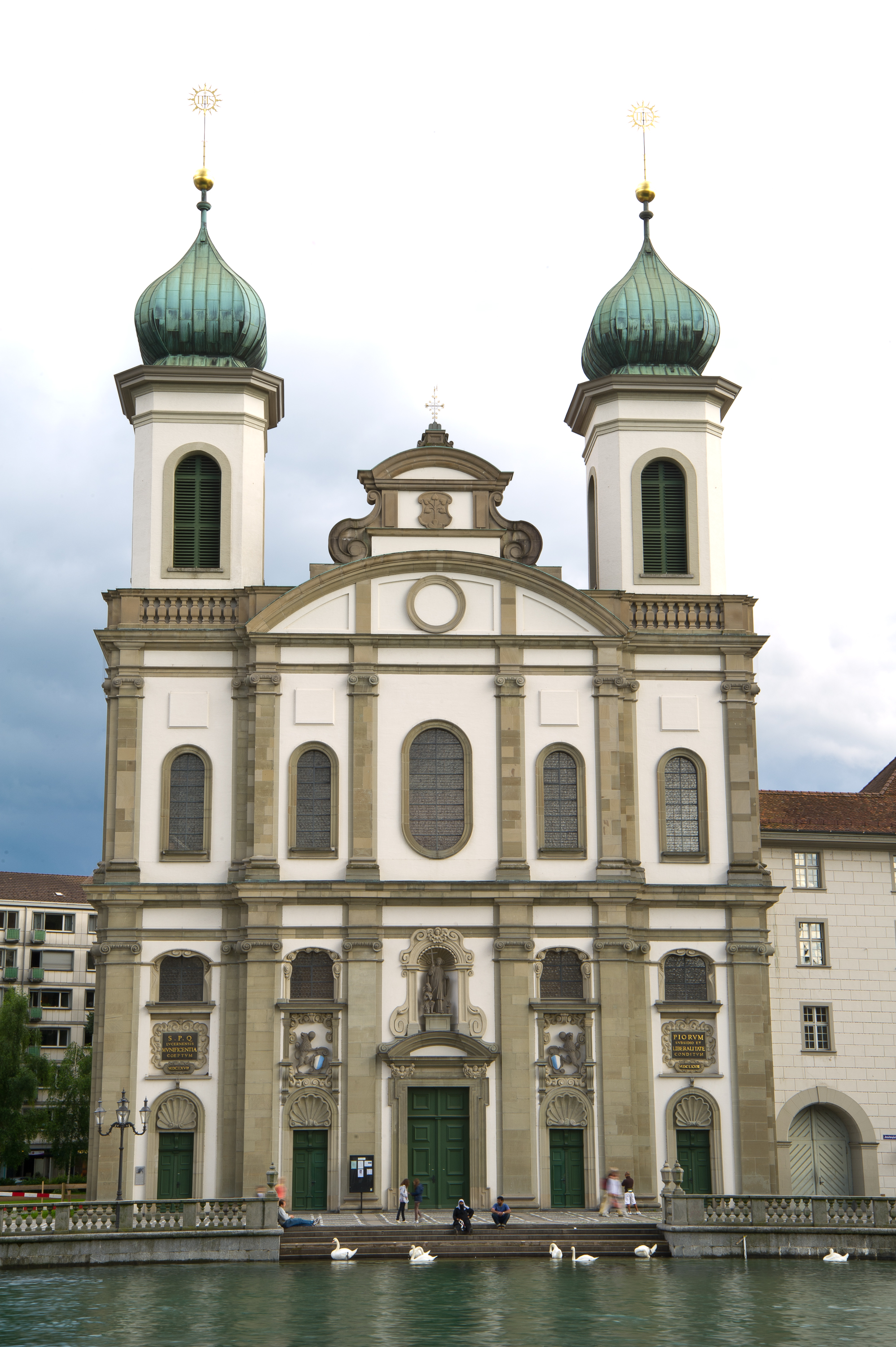
Головний фасад

Єзуїтський костел Святого Франциска Ксаверія — католицький храм у місті Люцерн, присвячений святому Франциску де Ксаверію. Разом із прилеглою ризницею та церковною скарбницею він внесений до Списку культурної спадщини Люцерна. Костел належить кантону Люцерн та переданий у користування Римсько-католицькій церкві.

## Історія
Костел розташований на лівому березі річки Ройс у старій частині Люцерна. Це перший великий бароковий храм Швейцарії. Будівництво тривало з 1666 до 1677 року, а зовнішнє оздоблення завершили у 1669 році.
Проєкт ліпнини в бічних капелах розробив Генріх Маєр, виконання датоване 1672—1673 роками. Ці роботи є найдавнішими зразками стилю вессобруннської школи у Швейцарії. Художник Доменіко Торріані з Мендрізіо створив розпис головного вівтаря (1667—1673), а настінні розписи виконали брати Джованні Антоніо та Джузеппе Антоніо Торрічеллі.
У 1755 році костел з'єднали з будівлею коледжу. Дві вежі добудував у 1893 році архітектор Генріх Віктор фон Сегессер. Реставраційні роботи проводили у 1950-х роках, а в 1970-х — здійснили капітальну перебудову. Остання реконструкція відбулася у січні 2017 року.

## Архітектура

### Фасад
Фасад поділений на п'ять осей і два головні яруси. Вертикальний ритм надають іонічні пілястри, горизонтальний — профільовані карнизи. На нижньому ярусі розміщені портали, заглиблені стінові панелі та вікна. Центральну частину увінчує великий сегментований фронтон, який об'єднує середню і прилеглі осі. Вище розташовано ще один фронтон з бічними волютами та сегментованою аркою, над якою підноситься позолочений хрест.

### Інтер'єр
Інтер'єр має вигляд галерейно-пілястрового залу з чотирма еркерами. Між вежами на заході розташований вестибюль із трьома еркерами, над яким знаходяться дві галереї. Хор — широкий, прямокутний, із напівкруглим завершенням. Пілястри, які домінують у внутрішньому оздобленні, декоровані подвійними коринфськими капітелями з каннелюрами. У нижніх частинах розташовані каплиці, а над ними — ораторії. Під головним карнизом — круглі аркові вікна.

## Художнє оформлення
Головний вівтар складається з трьох пар колон, розташованих у шаховому порядку, та фронтону з ламаною аркою. Над вівтарем — символічне «Око Боже» в сяйві. Робота Франческо Інноченцо Торіані (1681) зображує прославу святого Франциска Ксаверія, покровителя Люцерна: святий у чорному плащі та білій стихарі стоїть на колінах на хмарі.
Фреска нави, виконана братами Торрічеллі, зображує святого у кареті, запряженій слоном, дромедаром, конем і гепардом. Ці тварини символізують континенти, на яких він здійснював місії.
Ліпнина в стилі бароко — робота Міхаеля Шмуцера за проєктом Генріха Маєра. Ліпнину в наві створили Якоб Гайльратт та Йозеф Раух (1749—1750). Амвон виготовив Крістоф Брук у 1673 році.

## Орган

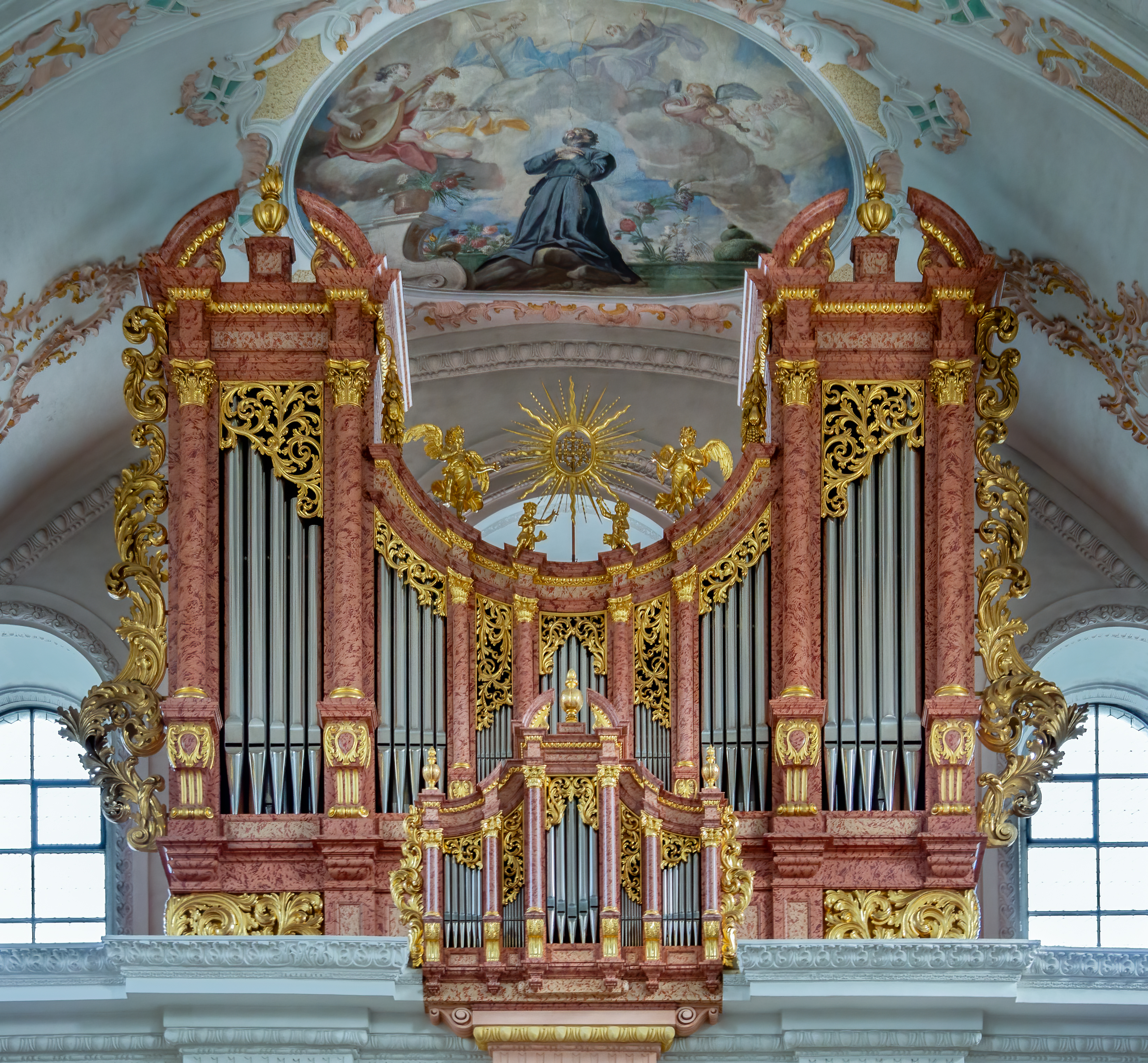
Орган Метцлера

Сучасний головний орган костелу збудувала у 1982 році швейцарська органобудівна фірма Metzler Orgelbau. Інструмент має 39 регістрів, розташованих на трьох мануалах та педалі, з механічною трактурою та слайдерною скринькою.

### Характеристика органу
- Рік побудови — 1982
- Майстер — Metzler Orgelbau (Швейцарія)
- Кількість мануалів — 3
- Кількість регістрів — 39
- Трактура — Механічна

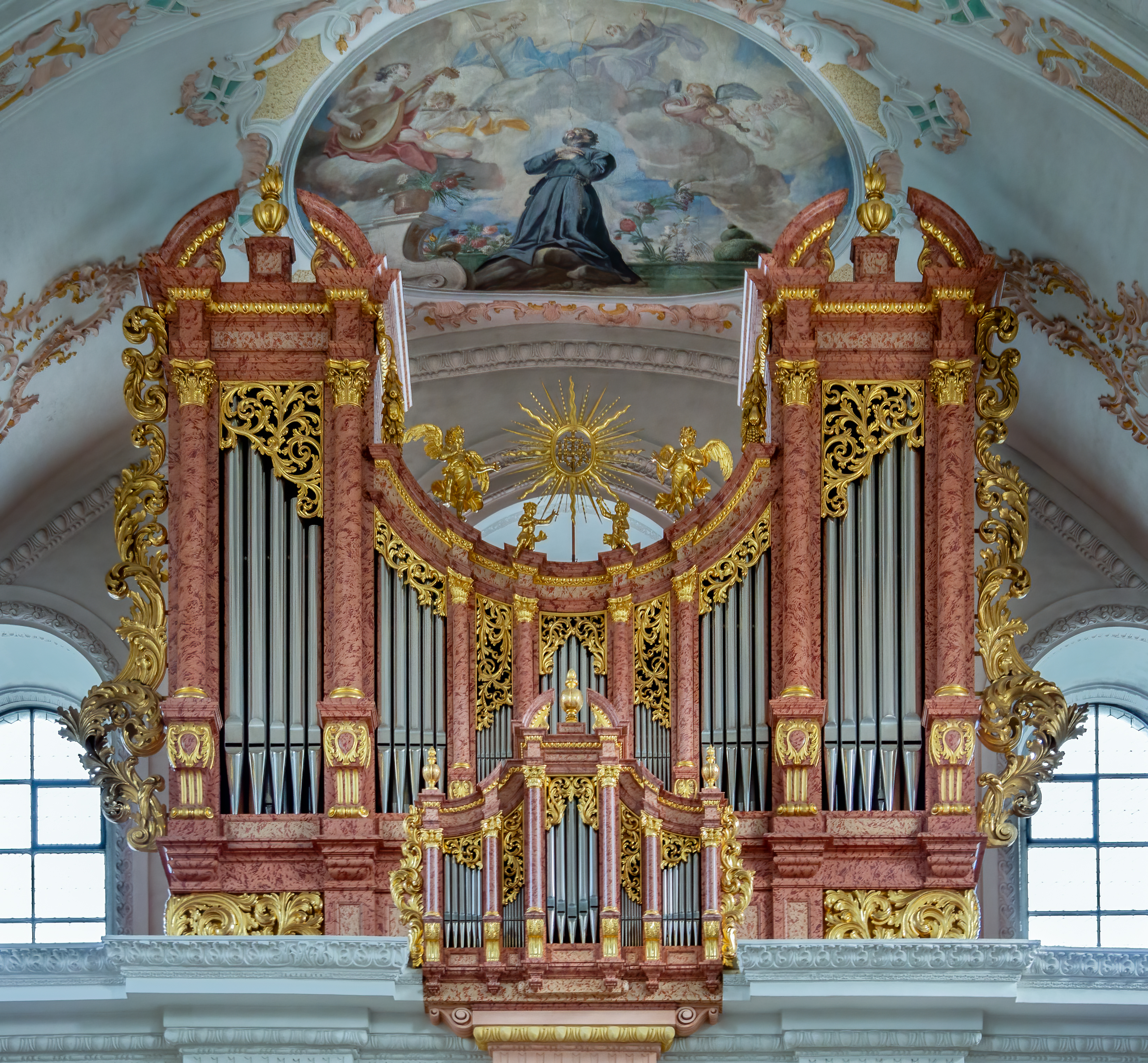
Головний орган Метцлера

## Фотогалерея

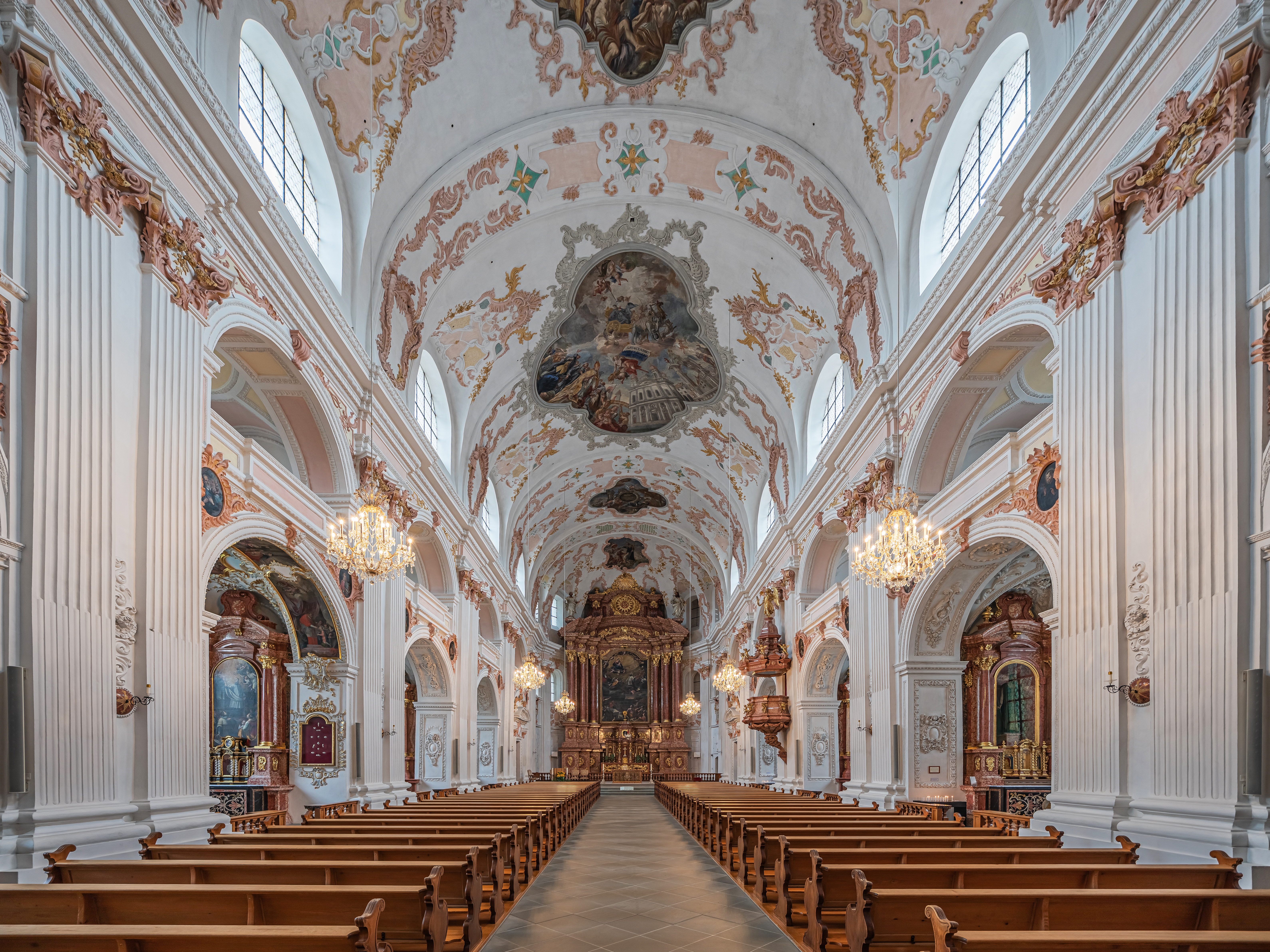
Нава, вид на головний вівтар
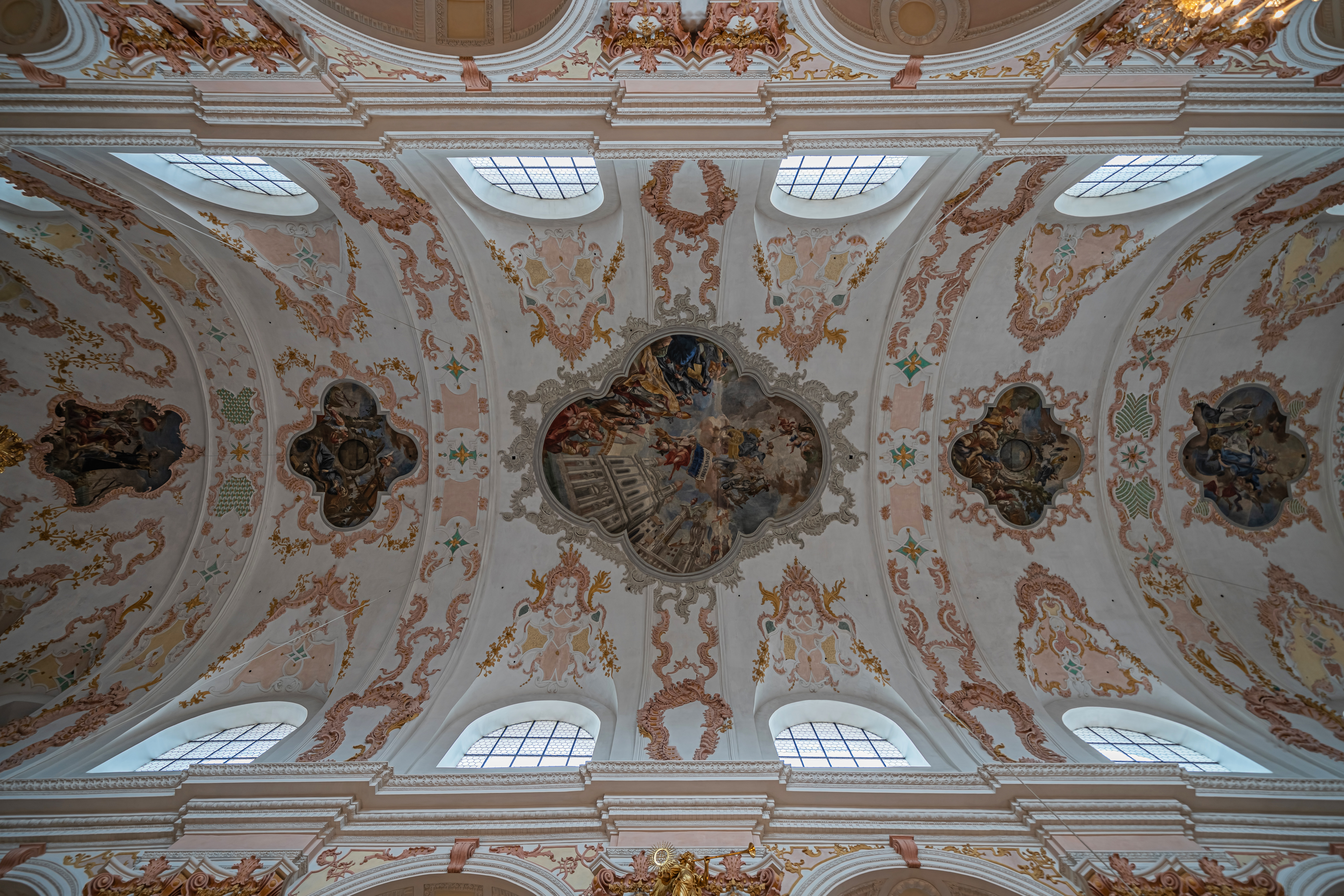
Стеля
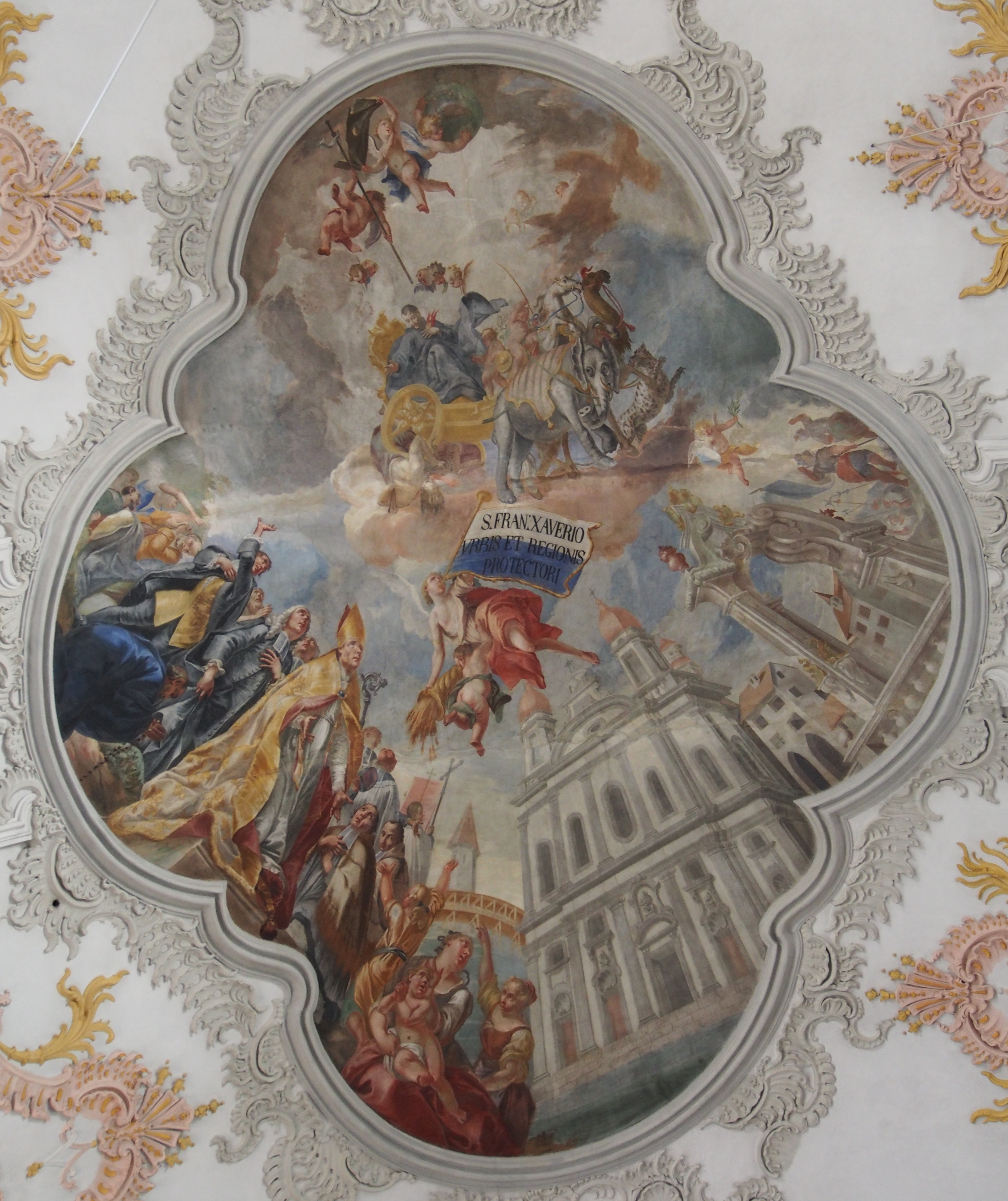
Розпис стелі
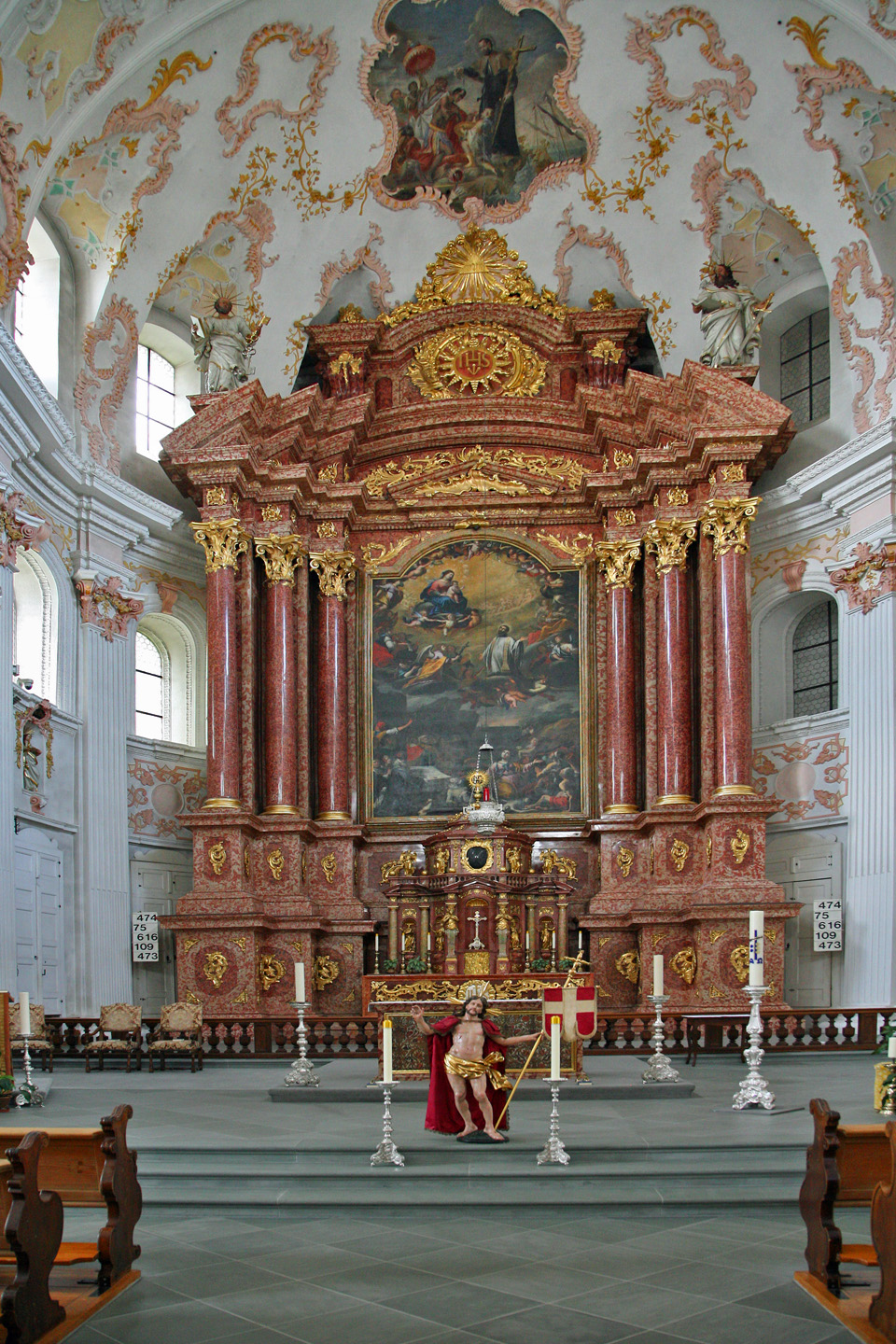
Головний вівтар
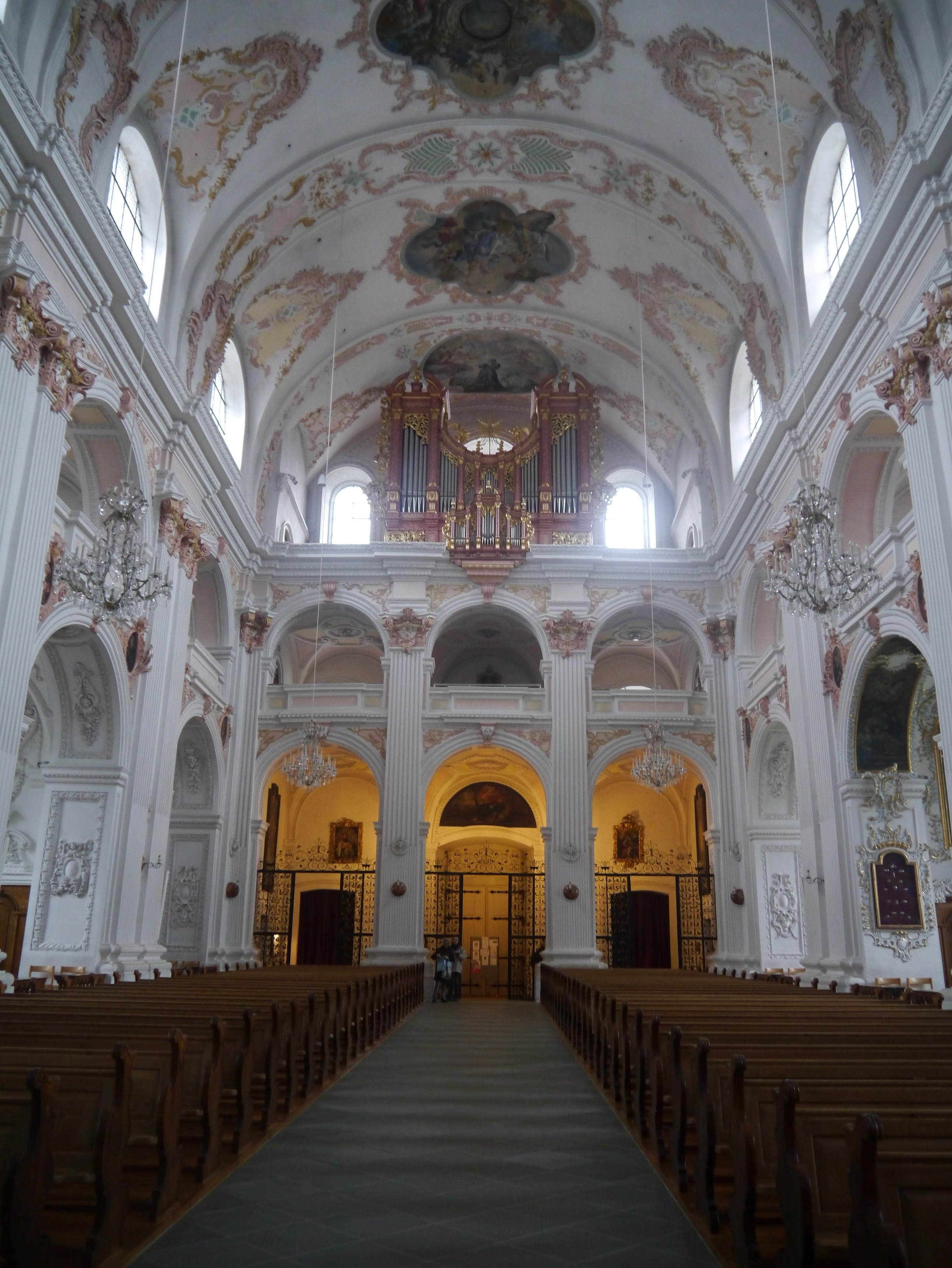
Нава, вид на орган
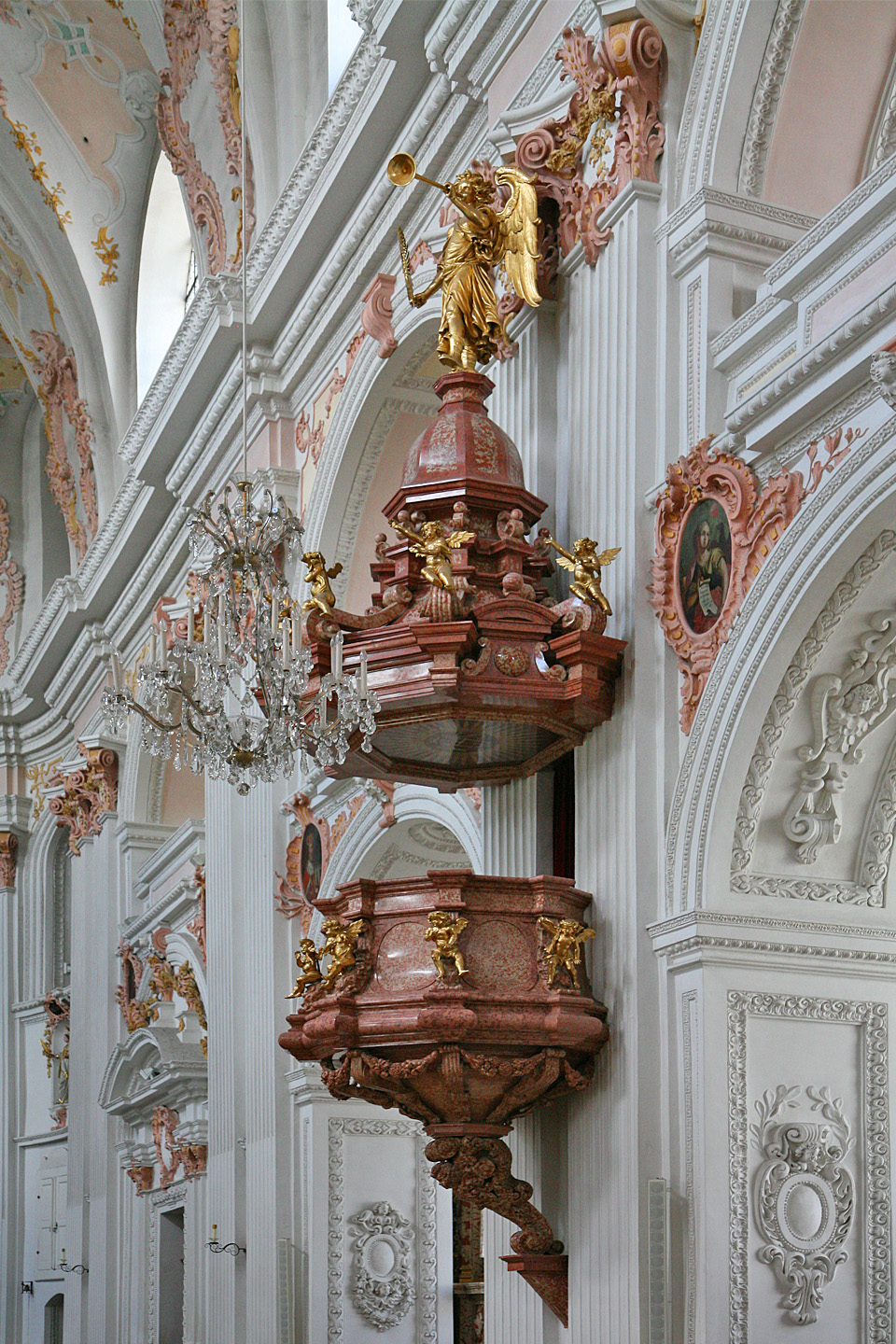
кафедра

## Вебпосилання
- Вебсайт єзуїтської церкви Люцерна